# Nedžeftet
Nedžeftet je bila kraljica drevnog Egipta koja je živjela na početku 6. dinastije. Njezin je muž bio faraon Pepi I. Merira.
Njezino je ime bilo i ime 20. nome (u Gornjem Egiptu) te je moguće da je ona bila iz te nome.

## Naslovi
- „Velika od hetes-žezla”
- „Ona koja gleda Horusa i Seta”
- „Kraljeva žena”
- „Kraljeva žena, njegova voljena”
- „Horusova družica”[3]